# 9422 Kuboniwa
A 9422 Kuboniwa (ideiglenes jelöléssel (9422) 1996 AO2) a Naprendszer kisbolygóövében található aszteroida. Kobajasi Takao fedezte fel 1996. január 13-án.